# Zespół Charles’a Bonneta
Zespół Charles’a Bonneta – rzadki zespół psychopatologiczny, występujący zwykle u osób starszych, które doznały upośledzenia narządu wzroku (na przykład wskutek zaćmy albo zwyrodnienia plamki żółtej), charakteryzujący się złożonymi halucynacjami wzrokowymi. 
Tematami omamów najczęściej są ludzie lub zwierzęta. Chorzy przeważnie zachowują krytycyzm w stosunku do doświadczanych halucynacji, niekiedy odbieranych jako przyjemne. Może im towarzyszyć, pomimo rozeznania co do ich nierzeczywistości, lęk przed nadchodzącym szaleństwem. Z tego względu podkreśla się znaczenie psychologicznych interwencji ze strony terapeutów, mogących wspierać pacjentów i zmniejszać ich obawy. Przyjmuje się, że w etiopatogenezie tego zaburzenia biorą udział także deprywacja sensoryczna i wyobcowanie społeczne. U pacjentów z zespołem Charles’a Bonneta nierzadko stwierdza się organiczne schorzenia mózgu. Przypuszcza się, że znaczna część przypadków nie zostaje zdiagnozowana. 
Zespół jako pierwszy opisał Charles Bonnet w 1760 roku. Udokumentował on jego występowanie u swojego 87-letniego dziadka, który niemal całkowicie utracił wzrok z powodu obuocznej zaćmy. Mimo ślepoty dziadek Bonneta widział mężczyzn, kobiety, ptaki, powozy, budynki i różne ozdoby w okolicznościach, w których ich zaobserwowanie nie było możliwe.  
Na zespół Charles’a Bonneta cierpiał neurolog Oliver Sacks.